# Francisco Buyo Sánchez
Francisco Buyo Sánchez (Betanzos, 13 de gener de 1958) és un futbolista gallec, ja retirat. Jugava com a porter, i el seu primer equip va ser l'Ural CF, de La Corunya. Va ser internacional amb la selecció espanyola.

## Biografia
En els seus començaments a l'Ural, Buyo jugava tant de porter com d'extrem dret, sent el seu únic any a l'equip corunyès màxim golejador de l'equip. A l'any següent fitxa pel Betanzos CF, on romandria fins al seu fitxatge pel Mallorca. El seu contracte era de 16.000 pessetes mensuals i una fitxa anual de 100.000 pessetes. Aquell any a Mallorca jugà 16 partits.
No tardaria a fixar-se en les seves qualitats com a porter el Deportiu de La Coruña, que llavors jugava en Segona Divisió, i que ja havia tractat anteriorment d'aconseguir els seus serveis.
Aquella temporada debutaria com a internacional sub21, participant posteriorment en els Jocs Olímpics de Moscou 1980.
Buyo romandria en l'entitat gallega fins a 1980, amb un parèntesi d'una temporada (la 1978-79) en què va ser cedit al Huesca mentre realitzava el servei militar a Jaca. A la temporada 1980-81 dona el salt a la Primera Divisió, fitxant pel Sevilla, i assolint de seguida la titularitat. Era el meta titular del Sevilla, disputant aquell primer any 33 partits.
Al final d'aquella temporada contreu matrimoni amb María Sánchez Méndez, la seva xicota que li teixia els famosos jerseis de ratlles que es posava. A la següent campanya Paco Buyo juga 34 partits, i en la 82-83 juga 33.
Militava a l'equip sevillà quan va assolir, el 1983, la internacionalitat absoluta amb Espanya, defensant els colors de la selección a l'històric partit Espanya-Malta que donaria el passi als espanyols per a l'Eurocopa de 1984 i encaixant un gol, la qual cosa probablement li va tancar el camí a seguir en la selecció.
La seva indiscutible titularitat i bon fer al Sevilla fan que es fixi en ell el Reial Madrid, que aconsegueix els seus serveis en el 1986, en el qual se li arriba a sobrenomenar com "San Francisco de Betanzos" i en el qual romandrà com a porter titular fins a 1996. El 1997 abandona la plantilla merengue i penja les botes, retirant-se del futbol.
Va ser Buyo un dels porters més segurs i espectaculars de la Liga. Actuacions seves, com la realitzada davant de la Juventus FC al Santiago Bernabéu a la Copa d'Europa de 1986-87, seran recordades sempre pels aficionats al futbol i al Reial Madrid.
Va jugar, en total, 542 partits en primera divisió.
El 1998 se li concedeix la Medalla al Mèrit en el Treball. Actualment col·labora amb la cadena àrab Al Jazeera en les retransmissions de partits de la lliga espanyola i escriu un blog
per al diari El País "L'Anàlisi de la Jornada de Liga"

## Clubs
| Club                   | País    | Any       |
| ---------------------- | ------- | --------- |
| Ural CF                | Espanya | 1972-1973 |
| Betanzos CF            | Espanya | 1973-1975 |
| RCD Mallorca           | Espanya | 1975-1976 |
| Deportivo de La Coruña | Espanya | 1976-1978 |
| SD Huesca              | Espanya | 1978-1979 |
| Deportivo de La Coruña | Espanya | 1979-1980 |
| Sevilla FC             | Espanya | 1980-1986 |
| Reial Madrid           | Espanya | 1986-1997 |

## Palmarès

### Campionats estatals
| Títol           | Club         | País    | Any     |
| --------------- | ------------ | ------- | ------- |
| Lliga Espanyola | Reial Madrid | Espanya | 1986-87 |
| Lliga Espanyola | Reial Madrid | Espanya | 1987-88 |
| Supercopa       | Reial Madrid | Espanya | 1988    |
| Lliga Espanyola | Reial Madrid | Espanya | 1988-89 |
| Copa del Rei    | Reial Madrid | Espanya | 1988-89 |
| Lliga Espanyola | Reial Madrid | Espanya | 1989-90 |
| Supercopa       | Reial Madrid | Espanya | 1990    |
| Copa del Rei    | Reial Madrid | Espanya | 1992-93 |
| Supercopa       | Reial Madrid | Espanya | 1993    |
| Lliga Espanyola | Reial Madrid | Espanya | 1994-95 |
| Lliga Espanyola | Reial Madrid | Espanya | 1996-97 |

### Campionats internacionals
| Títol               | Club         | Any  |
| ------------------- | ------------ | ---- |
| Copa Iberoamericana | Reial Madrid | 1994 |

### Distincions individuals
| Distinció     | Any     |
| ------------- | ------- |
| Trofeu Zamora | 1987-88 |
| Trofeu Zamora | 1991-92 |